# Талти (Вармінсько-Мазурське воєводство)
Талти (пол. Tałty, нім. Talten) — село в Польщі, у гміні Міколайки Мронґовського повіту Вармінсько-Мазурського воєводства.
Населення — 396 осіб (2011).

## Демографія
Демографічна структура станом на 31 березня 2011 року:
|          | Загалом | Допрацездатний вік | Працездатний вік | Постпрацездатний вік |
| -------- | ------- | ------------------ | ---------------- | -------------------- |
| Чоловіки | 205     | 34                 | 148              | 23                   |
| Жінки    | 191     | 39                 | 109              | 43                   |
| Разом    | 396     | 73                 | 257              | 66                   |